# Condado de LaGrange
El condado de LaGrange (en inglés: LaGrange County), fundado en 1832, es uno de 92 condados del estado estadounidense de Indiana. En el año 2000, el condado tenía una población de 34 909 habitantes y una densidad poblacional de 13 personas por km². La sede del condado es LaGrange. El condado recibe su nombre en honor a la casa del Marqués de La Fayette. 

## Geografía
Según la Oficina del Censo, el condado tiene un área total de 1002 km², de la cual 983 km² es tierra y 19 km² (1.85%) es agua.

### Condados adyacentes
- Condado de Branch, Míchigan (noreste)
- Condado de Steuben (oeste)
- Condado de Noble (sur)
- Condado de Elkhart (oeste)
- Condado de St. Joseph, Míchigan (noroeste)

## Demografía
Según la Oficina del Censo en 2007, los ingresos medios por hogar en el condado eran de $42 848 y los ingresos medios por familia eran $46 885. Los hombres tenían unos ingresos medios de $33 872 frente a los $23 395 para las mujeres. La renta per cápita para el condado era de $16 481. Alrededor del 7.70% de la población estaban por debajo del umbral de pobreza.

## Municipalidades

### Ciudades y pueblos
LaGrange, Shipshewana y Topeka.

### Áreas no incorporadas
Beatys Beach, Brighton, Brushy Prairie, Eddy, Elmira, Emma, Gravel Beach, Greenfield Mills, Greenwood, Hartzel, Honeyville, Howe, Indianola, Lakeside Park, Lakeview, Mongo, Mount Pisgah, Northwood, Oak Lodge, Ontario, Plato, Ramblewood, River Oaks, Scott, Seyberts, Sha-Get Acres, Shady Nook, South Milford, Star Mill, Stony Creek, Stroh, Tall Timbers, Timberhurst, Twin Lakes, Valentine, Webers Landing, Witmer Manor, Woodland Hills, Woodland Park y Woodruff.

### Municipios
El condado de LaGrange está dividido en 11 municipios: Bloomfield, Clay, Clearspring, Eden, Greenfield, Johnson, Lima, Milford, Newbury, Springfield y Van Buren.